# 九之坪城
九之坪城（くのつぼじょう）は、愛知県北名古屋市にあった日本の城（平城）。

## 概要
この城は、簗田政綱が来る以前の有力者が「此壷城（このつぼじょう）」と称してこの地に建てた館を改築された建物である。

## 歴史
簗田政綱は初めは斯波氏の家臣であったが、後に織田信長に仕え、戦功によりこの城を与えられた。永禄3年（1560年）桶狭間の戦いの際には今川義元の動きを探り、大きく貢献した。その後豊臣秀吉、柴田勝家等と共に各地に転戦し、数々の功績を残した。

## 現在の状況
現在はシルバーセンター等になっており、石碑が建てられている。近くに北名古屋市健康ドームがある。